# Confédération sud-américaine de football

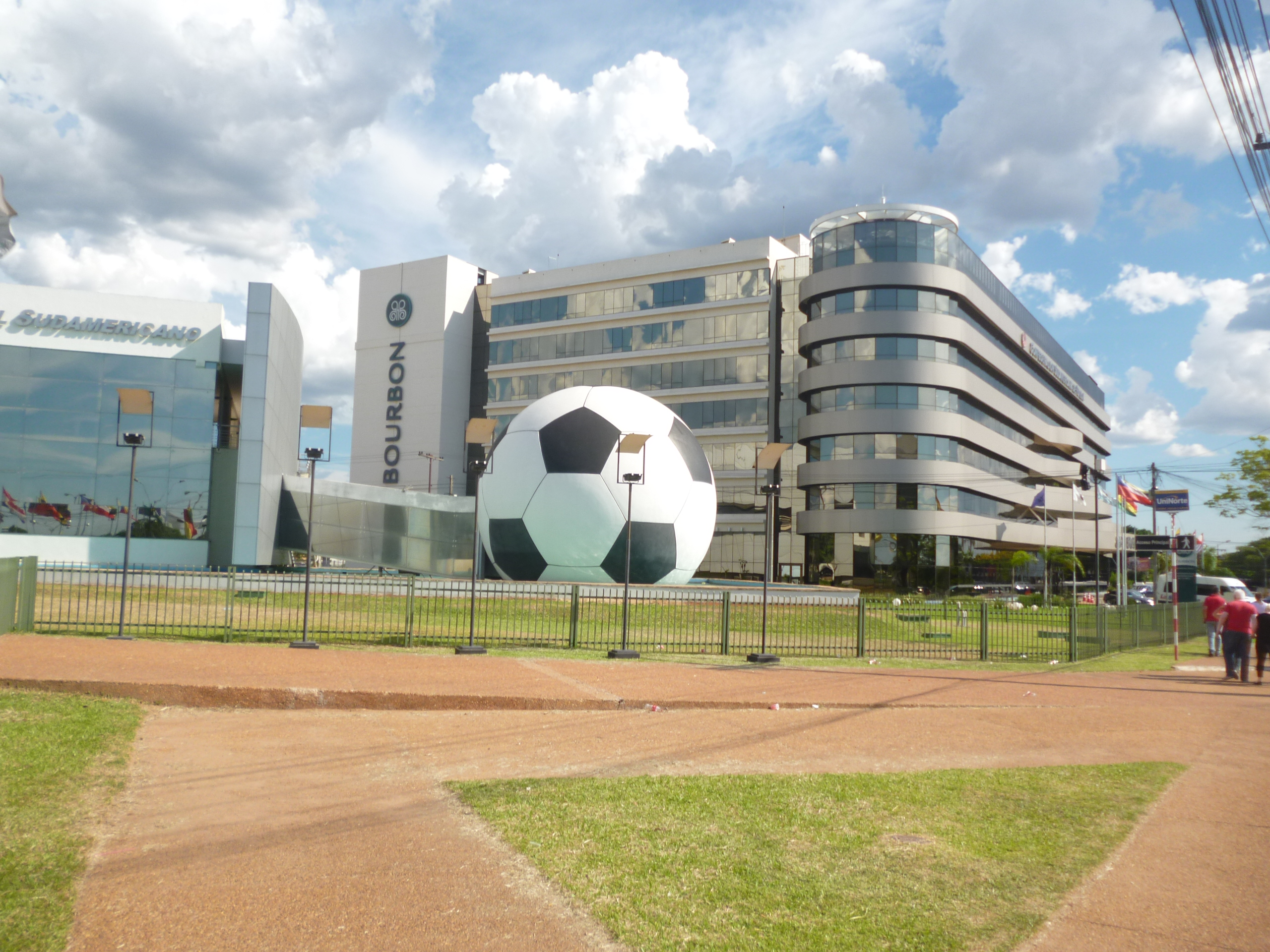
Siège de la CONMEBOL à Luque au Paraguay

La Confédération sud-américaine de football (CSF), plus connue sous l'appellation « CONMEBOL » construite à partir de ses dénominations officielles (en espagnol : Confederación sudamericana de fútbol ; en portugais : Confederação Sul-Americana de Futebol), est l'organisme continental qui regroupe, sous l'égide de la Fédération internationale de football ou Fifa, les fédérations de football d'Amérique du Sud.
Fondée le 9 juillet 1916, la CONMEBOL compte dix membres : les fédérations d'Argentine, d'Uruguay, du Brésil et du Chili, membres fondatrices, rejointes ensuite par celles du Paraguay, du Pérou, de la Bolivie, de l'Équateur, de la Colombie et du Venezuela. La CONMEBOL organise depuis sa création les compétitions internationales des sélections nationales et des clubs à l'échelle du continent. La plus ancienne est la Copa América, qui oppose depuis 1916 les sélections masculines. À destination des clubs, elle organise la Copa Libertadores et la Copa Sudamericana.
En 2022, les sélections affiliées à la CONMEBOL ont remporté dix des vingt-deux éditions de la Coupe du monde de football (dont cinq pour le seul Brésil), et ses clubs ont remporté quatre des quinze éditions de la Coupe du monde des clubs. Ce palmarès en fait la deuxième confédération du monde juste après l'Union des associations européennes de football (UEFA). Les meilleurs clubs des deux confédérations se sont opposés chaque année entre 1960 et 2004 dans le cadre de la Coupe intercontinentale, dont les Sud-américains ont gagné vingt-deux des quarante-trois éditions (dont trois pour le CA Peñarol, Boca Juniors et le Nacional).

## Historique
Le premier match de football connu en Amérique du Sud est joué en Argentine en 1867 par des cheminots britanniques. Le premier club de football en Amérique du Sud, Gimnasia y Esgrima de La Plata, est créé en 1887, et la fédération argentine est fondée en 1893. Cette dernière est imitée par celle du Chili en 1895, d'Uruguay en 1900, du Paraguay en 1906. Au début du XXe siècle, le football est de plus en plus populaire, et en 1910 une première compétition internationale se tient entre les équipes nationales du continent. L'Argentine organise un tournoi pour célébrer le centenaire de la révolution de Mai, auquel participent le Chili et l'Uruguay. Deux ans plus tard, la fédération argentine s'affilie à la Fédération internationale, fondée par les Européens en 1904.

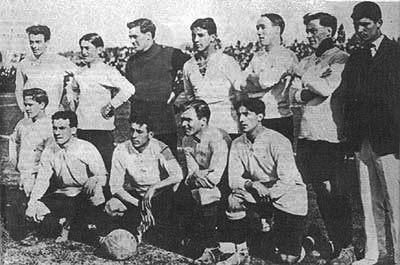
L'Uruguay remporte les deux premières éditions de la Copa América, la première en 1916 à Buenos Aires et la seconde en 1917 à Montevideo.

En juillet 1916, pour la célébration du centenaire de sa déclaration d’indépendance (es), l'Argentine organise un nouveau tournoi avec le Chili, l'Uruguay et le Brésil. Ce Campeonato Sudamericano de Selecciones (« championnat sud-américain des nations ») est la première édition de ce qui est actuellement connu sous le nom de « Copa América ». L'Uruguay triomphe dans cette première édition après un score nul 0-0 avec les hôtes argentins lors du match décisif, joué à l'Estadio Racing Club (en) d'Avellaneda. Devant le succès populaire, un membre de la fédération uruguayenne, Héctor Rivadavia (en), propose la création d'une confédération regroupant les associations d'Argentine, du Brésil, du Chili et d'Uruguay : le 9 juillet, jour de l'anniversaire de l'indépendance de l'Argentine, la CONMEBOL est fondée.
Un congrès est réuni le 15 décembre de la même année pour ratifier la création de la confédération, et l'organisation du championnat sud-américain sur une base annuelle. Les victoires de l'Uruguay sur son sol en 1917, imité par le Brésil en 1919, enracinent le succès populaire de la compétition. Année après année, les fédérations des autres pays du continent rejoignent la confédération : le Paraguay en 1921, le Pérou en 1925, la Bolivie en 1926, l'Équateur en 1927... À cette époque, c'est en Amérique du Sud que se pratique le meilleur football du monde, comme l'illustrent les succès écrasants de l'Uruguay et de l'Argentine lors des Jeux olympiques puis lors de la première Coupe du monde de 1930.

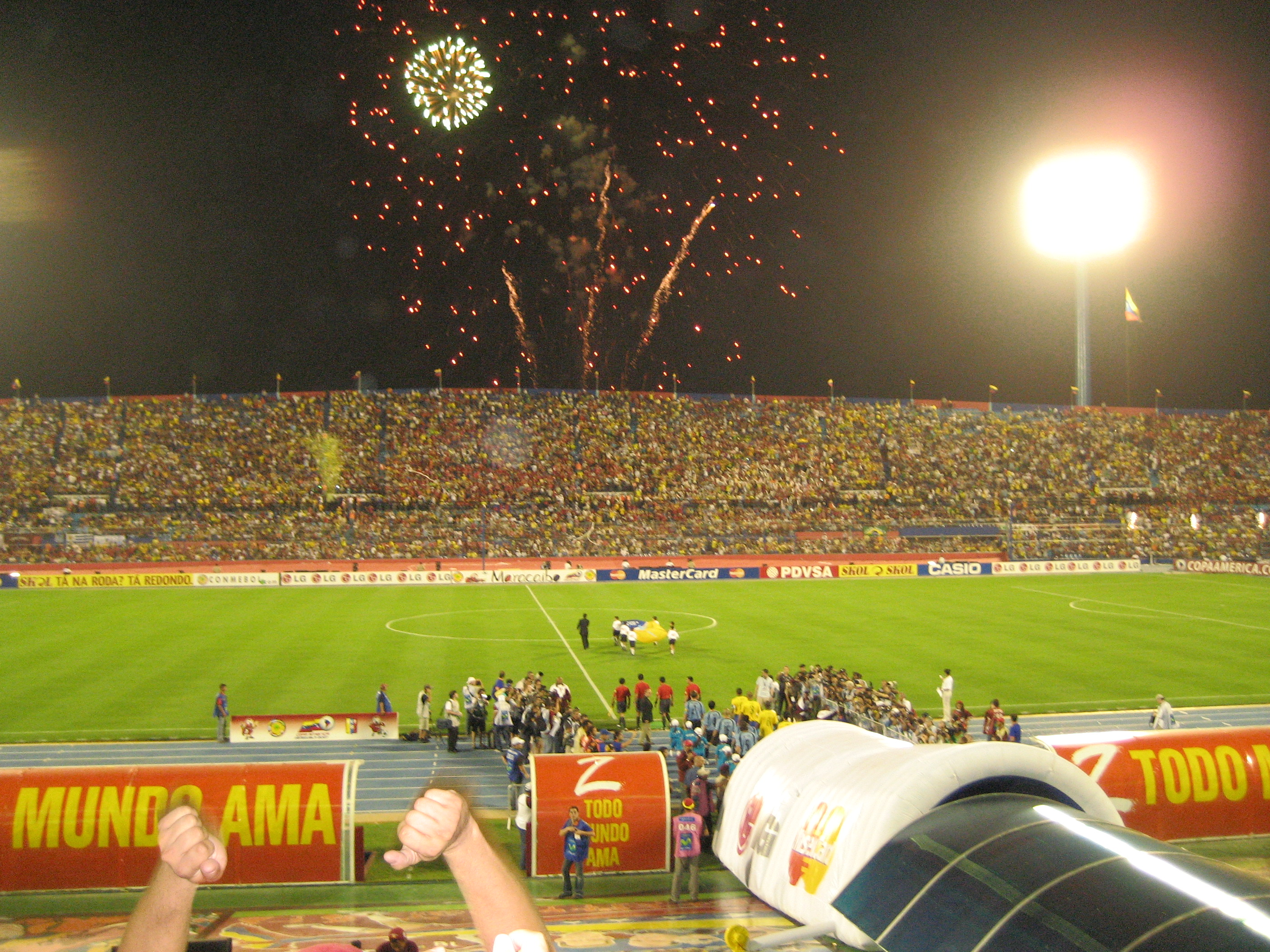
Entrée des joueurs en demi-finale de la Copa América 2007 au Venezuela.

Mais les désaccords entre fédérations, sur fond de rivalité sportive, éclatent et mettent à mal le rythme initialement annuel du championnat continental et conduisent à des boycotts, notamment de la part du Brésil. La compétition est interrompue après 1929, relancée en 1935 pour une édition "spéciale", avant de reprendre sur un rythme à peu près bisannuel. Après la Seconde Guerre mondiale, le rythme redevient irrégulier ; certaines éditions sont organisées à titre non officiel, ce qui sera corrigé a posteriori par la CONMEBOL. En 1959, deux tournois distincts sont organisés, en Argentine puis en Équateur. Pendant cette période, certaines fédérations délaissent le tournoi, auxquels ils ne participent pas ou alors en n'y envoyant qu'une sélection bis. Ce manque d'investissement se traduit au palmarès : la modeste Bolivie remporte ainsi pour la première fois le tournoi qu'elle accueille en 1963, puis est défaite lors du tournoi 1967 par les néophytes vénézuéliens.
Après huit ans d'absence, la compétition reprend en 1975, sous un nouveau nom (« Copa América ») et avec de nouveaux règlements (pas de pays hôte et rythme quadriennal notamment). C'est une tentative de la Confédération, qui a créé entretemps la Copa Libertadores pour les clubs, de relancer son tournoi de sélections nationales. En 1986, la CONMEBOL décide de revenir à un pays hôte et à un calendrier bisannuel.

Ancien logo jusqu'en 2017.

Depuis la Copa América 1987, l'événement est organisé tous les deux ans à tour de rôle par les dix membres de la confédération. La télévision, notamment en Europe et en Amérique du Nord s'intéresse davantage au tournoi avec cette nouvelle organisation du tournoi. Depuis 1993, deux sélections, le plus souvent issues de la CONCACAF voisine (le Mexique et les États-Unis notamment), sont invitées à participer pour pouvoir organiser un tournoi à douze équipes. En 2016, pour fêter le centenaire du tournoi, la Confédération a décidé de l'organiser aux États-Unis, pays qui accueille pour la deuxième fois le tournoi en 2024.

## Organisation

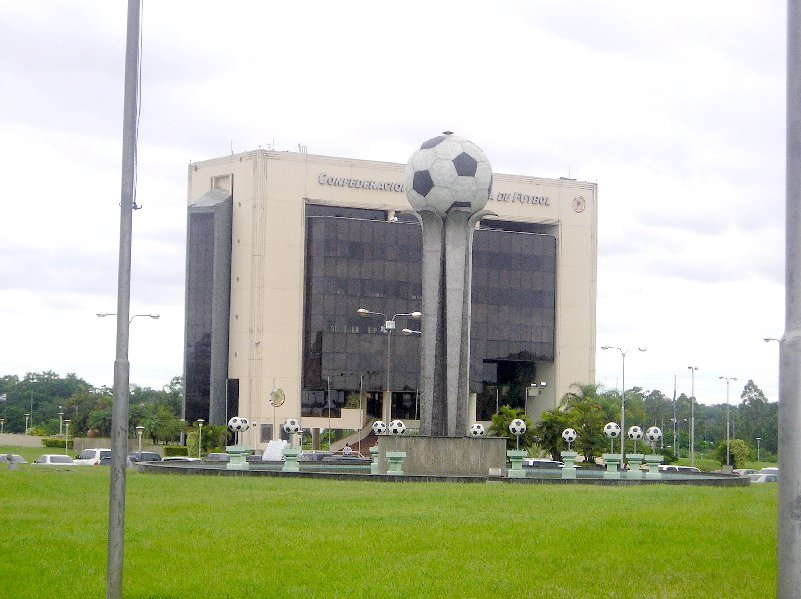
Siège de la CONMEBOL à Luque au Paraguay.

La CONMEBOL est dirigée par un président et un comité exécutif. Son siège se trouve depuis 1990 à Asunción, au Paraguay. Le bâtiment actuel, situé à Luque, dans la banlieue de la capitale, a été inauguré en 1998 ; il inclut le musée du football sud-américain.
La plus haute instance de la Confédération est son Congrès, qui se réunit tous les deux ans. Chaque association a un vote au Congrès, mais peut y envoyer jusqu'à trois représentants. Entre autres pouvoirs, le Congrès décide de la composition du Comité exécutif, chargé de veiller au bon fonctionnement de l'institution. Ce dernier est composé d'un président, de trois vice-présidents, d'un secrétaire général, d'un trésorier et de six directeurs. Outre son comité exécutif, la CONMEBOL dispose d'une commission d'éthique, d'un bureau de décision, d'un bureau d'instruction, d'un tribunal disciplinaire et d'une cour d'appel.

### Historique des présidents
Le président de la CONMEBOL est élu au cours des congrès de la confédération, par les représentants des fédérations qui la composent. Il est automatiquement vice-président de la FIFA.
Héctor Rivadavia Gómez, le premier président de la COMNEBOL, en est un membre fondateur. Il est également journaliste, homme politique, et pionnier du football en Uruguay, où il occupait auparavant les fonctions de président du Montevideo Wanderers FC,.
L'homme d'affaires paraguayen Juan Ángel Napout est élu le 8 août 2014, à la suite de la démission de son prédécesseur Eugenio Figueredo. Napout est néanmoins arrêté à Zurich par la police suisse, le 3 décembre 2015 et est remplacé par l'uruguayen Wilmar Valdez qui assure l'intérim jusqu'au 26 janvier 2016, date retenue par la CONMEBOL pour organiser une élection présidentielle, la première en trois décennies. Cette élection aboutit finalement à la nomination du Paraguayen Alejandro Domínguez qui s'impose devant le président sortant, Wilmar Valdez, qui n’avait pas réuni assez de soutiens pour cette élection .
| Rang | Nom                          | Période   |
| ---- | ---------------------------- | --------- |
| 1    | Héctor Rivadavia Gómez (en)  | 1916-1936 |
| 2    | Luis O. Salesi               | 1936-1939 |
| 3    | Luis Valenzuela Hermosilla   | 1939-1955 |
| 4    | / Carlos Dittborn Pinto (es) | 1955-1957 |
| 5    | José Ramos de Freitas        | 1957-1959 |
| 6    | Fermín Sorhueta              | 1959-1961 |
| 7    | Raúl H. Colombo              | 1961-1966 |
| 8    | Teófilo Salinas Fuller (es)  | 1966-1986 |
| 9    | Nicolás Leoz (en)            | 1986-2013 |
| 10   | Eugenio Figueredo (en)       | 2013-2014 |
| 11   | Juan Ángel Napout (es)       | 2014-2015 |
| 12   | Wilmar Valdez (es) (intérim) | 2015      |
| 13   | Alejandro Domínguez          | 2016-     |

## Membres
Dix fédérations nationales de football d'Amérique du Sud composent la CONMEBOL, qui est à ce titre la plus petite des six confédérations continentales affiliées à la FIFA. Après sa création en 1916 par l'Argentine, le Brésil, le Chili et l'Uruguay, l'organisation accueille progressivement les fédérations voisines : le Paraguay en 1921, le Pérou en 1925, la Bolivie en 1926, l'Équateur en 1927, puis la Colombie en 1936 et enfin le Venezuela en 1952. Seules les fédérations des Guyanes (constituées de deux anciennes colonies, britannique et néerlandaise, et d'un territoire français) et Trinité-et-Tobago (îles au large du Vénézuela) font exception, puisqu'elles font partie de la Confédération de football d'Amérique du Nord, centrale et Caraïbes (CONCACAF).
| Pays      | Fédération | Principales sélections                          | Championnats nationaux                                        | Coupes nationales      |
| --------- | ---------- | ----------------------------------------------- | ------------------------------------------------------------- | ---------------------- |
| Argentine | Fédération | Équipe d'Argentine de football Équipe féminine  | Championnat Championnat D2 Championnat D3                     | Coupe Supercoupe       |
| Bolivie   | Fédération | Équipe de Bolivie de football Équipe féminine   | Championnat Championnat féminin                               | Pas de coupe nationale |
| Brésil    | Fédération | Équipe du Brésil de football Équipe féminine    | Championnat Championnat D2 Championnat D3 Championnat D4      | Coupe Coupe féminine   |
| Chili     | Fédération | Équipe du Chili de football Équipe féminine     | Championnat                                                   | Coupe Supercoupe       |
| Colombie  | Fédération | Équipe de Colombie de football Équipe féminine  | Championnat                                                   | Coupe                  |
| Équateur  | Fédération | Équipe d'Équateur de football Équipe féminine   | Championnat Championnat D2                                    | Coupe Supercoupe       |
| Paraguay  | Fédération | Équipe du Paraguay de football Équipe féminine  | Championnat                                                   | Pas de coupe nationale |
| Pérou     | Fédération | Équipe du Pérou de football Équipe féminine     | Championnat Championnat D2 Championnat D3 Championnat féminin | Coupe Supercoupe       |
| Uruguay   | Fédération | Équipe d'Uruguay de football Équipe féminine    | Championnat Championnat D2                                    | Pas de coupe nationale |
| Venezuela | Fédération | Équipe du Venezuela de football Équipe féminine | Championnat                                                   | Coupe                  |
| modifier  |            |                                                 |                                                               |                        |

Entre 1993 et 2016, des équipes de la CONCACAF ont été régulièrement invitées à participer à des tournois organisés par la CONMEBOL. C'est le cas du Costa Rica, des États-Unis, du Honduras, de la Jamaïque et du Mexique,,. Haïti et le Panama ont aussi disputé la Copa América Centenario, édition du centenaire de la Copa América, bien que cette dernière compétition ait été organisée conjointement par la CONCACAF et la CONMEBOL. Depuis l'édition 2019, cette dernière préfère inviter des équipes de l'AFC: Ainsi, le Qatar y fait son apparition tout comme le Japon qui fait son retour vingt ans après sa première participation en 1999. Pourtant en 2024, la CONMEBOL décide d'organiser pour la deuxième fois la Copa América aux États-Unis (avec la présence de six équipes de la CONCACAF).
En janvier 2013, la fédération de Nouvelle-Zélande réfléchit à demander son rattachement à la CONMEBOL, ce que la FIFA encourage. L'abandon de ce projet est rendu public en juin 2014.

## Les compétitions

### Pour les sélections nationales
La CONMEBOL organise les compétitions entre clubs et entre sélections nationales à l'échelon sud-américain, quelle que soit la catégorie d'âge. La principale et plus connue d'entre elles est la Copa América, dont la première édition date de 1916. L'équivalent des Copa América existe aujourd'hui pour les sélections de jeunes (en moins de 20 ans, de 17 ans et de 15 ans).
Un Tournoi pré-olympique de la CONMEBOL a existé de 1960 à 2004. Il sera reconduit à partir de 2020.
Pour les femmes, la CONMEBOL organise également la Copa América féminine, ainsi que les Sudamericano Femenino des moins de 20 ans et de 17 ans.
La confédération organise également en futsal les tournois continentaux des hommes, en senior et en moins de 20 ans (en), et des femmes (en).

### Pour les clubs
Compétitions actuelles
- La Copa Libertadores (depuis 1960)[2]
- La Copa Libertadores féminine
- La Copa Sudamericana (depuis 2002)
- La Recopa Sudamericana
- Le Club Challenge UEFA-CONMEBOL (depuis 2023)

Anciennes compétitions disparues
- Le Championnat sud-américain des clubs champions de football (1948)
- La Supercopa Sudamericana (1988-1997)
- La Coupe CONMEBOL (1992-1999)
- La Copa Mercosur (1998-2001)
- La Copa Merconorte (1998-2001)
- La Copa Ganadores de Copa (1970)
- La Copa de Oro (1993-1996)
- La Copa Interamericana (1968-1998)
- La Copa Master de Supercopa (1992-1994)
- La Copa Master de CONMEBOL
- La Supercoupe des champions intercontinentaux (1968-1969)
- La Coupe intercontinentale (1960-2004)

## Palmarès des grandes compétitions

### Sélections nationales

#### Compétitions continentales
Copa América (1916 à aujourd'hui)
- 1916 :  Uruguay
- 1917 :  Uruguay (2e titre)
- 1919 :  Brésil
- 1920 :  Uruguay (3)
- 1921 :  Argentine
- 1922 :  Brésil (2)
- 1923 :  Uruguay (4)
- 1924 :  Uruguay (5)
- 1925 :  Argentine (2)
- 1926 :  Uruguay (6)
- 1927 :  Argentine (3)
- 1929 :  Argentine (4)
- 1935 :  Uruguay (7)
- 1937 :  Argentine (5)
- 1939 :  Pérou
- 1941 :  Argentine (6)
- 1942 :  Uruguay (8)
- 1945 :  Argentine (7)
- 1946 :  Argentine (8)
- 1947 :  Argentine (9)
- 1949 :  Brésil (3)
- 1953 :  Paraguay
- 1955 :  Argentine (10)
- 1956 :  Uruguay (9)
- 1957 :  Argentine (11)
- 1959 (1) :  Argentine (12)
- 1959 (2) :  Uruguay (10)
- 1963 :  Bolivie
- 1967 :  Uruguay (11)
- 1975 :  Pérou (2)
- 1979 :  Paraguay (2)
- 1983 :  Uruguay (12)
- 1987 :  Uruguay (13)
- 1989 :  Brésil (4)
- 1991 :  Argentine (13)
- 1993 :  Argentine (14)
- 1995 :  Uruguay (14)
- 1997 :  Brésil (5)
- 1999 :  Brésil (6)
- 2001 :  Colombie
- 2004 :  Brésil (7)
- 2007 :  Brésil (8)
- 2011 :  Uruguay (15)
- 2015 :  Chili
- 2016 :  Chili (2)
- 2019 :  Brésil (9)
- 2021 :  Argentine (15)

Copa América féminine (1991 à aujourd'hui)
- 1991 :  Brésil
- 1995 :  Brésil (2)
- 1998 :  Brésil (3)
- 2003 :  Brésil (4)
- 2006 :  Argentine
- 2010 :  Brésil (5)
- 2014 :  Brésil (6)
- 2018 :  Brésil (7)
- 2022 :  Brésil (8)

#### Qualifications pour la Coupe du monde
Les membres de la confédération CONMEBOL ont gagné 10 titres en coupe du monde (juste derrière l'UEFA, 12 titres). C'est le Brésil qui détient le record du nombre de victoires dans cette compétition (cinq titres). Seules deux autres nations de la confédération ont réussi à remporter le titre mondial, l'Argentine (trois titres) et l'Uruguay (deux titres).
Le tableau suivant montre le parcours des représentants de la CONMEBOL à chaque édition de la Coupe du monde, classés selon leur nombre d'apparitions :
| Équipe    | 1930      | 1934 | 1938 | 1950      | 1954 | 1958      | 1962      | 1966      | 1970 | 1974        | 1978        | 1982        | 1986 | 1990 | 1994 | 1998 | / 2002 | 2006 | 2010 | 2014 | 2018 | 2022 | Total |
| --------- | --------- | ---- | ---- | --------- | ---- | --------- | --------- | --------- | ---- | ----------- | ----------- | ----------- | ---- | ---- | ---- | ---- | ------ | ---- | ---- | ---- | ---- | ---- | ----- |
| Brésil    | Gr. (1/4) | 1/8  | 3e   | 2e        | 1/4  | 1er       | 1er       | Gr. (1/8) | 1er  | 4e          | 3e          | Gr.T2 (1/4) | 1/4  | 1/8  | 1er  | 2e   | 1er    | 1/4  | 1/4  | 4e   | 1/4  | 1/4  | 22    |
| Argentine | 2e        | 1/8  |      |           |      | Gr. (1/8) | Gr. (1/8) | 1/4       |      | Gr.T2 (1/4) | 1er         | Gr.T2 (1/6) | 1er  | 2e   | 1/8  | 1/4  | Gr.    | 1/4  | 1/4  | 2e   | 1/8  | 1er  | 18    |
| Uruguay   | 1er       |      |      | 1er       | 4e   |           | Gr. (1/8) | 1/4       | 4e   | Gr. (1/8)   |             |             | 1/8  | 1/8  |      |      | Gr.    |      | 4e   | 1/8  | 1/4  | Gr.  | 14    |
| Chili     | Gr. (1/4) |      |      | Gr. (1/8) |      |           | 3e        | Gr. (1/8) |      | Gr. (1/8)   |             | Gr.         |      |      |      | 1/8  |        |      | 1/8  | 1/8  |      |      | 9     |
| Paraguay  | Gr. (1/4) |      |      | Gr. (1/8) |      | Gr. (1/8) |           |           |      |             |             |             | 1/8  |      |      | 1/8  | 1/8    | Gr.  | 1/4  |      |      |      | 8     |
| Colombie  |           |      |      |           |      |           | Gr. (1/8) |           |      |             |             |             |      | 1/8  | Gr.  | Gr.  |        |      |      | 1/4  | 1/8  |      | 6     |
| Pérou     | Gr. (1/8) |      |      |           |      |           |           |           | 1/4  |             | Gr.T2 (1/4) | Gr.         |      |      |      |      |        |      |      |      | Gr.  |      | 5     |
| Équateur  |           |      |      |           |      |           |           |           |      |             |             |             |      |      |      |      | Gr.    | 1/8  |      | Gr.  |      | Gr.  | 4     |
| Bolivie   | Gr. (1/8) |      |      | Gr. (1/4) |      |           |           |           |      |             |             |             |      |      | Gr.  |      |        |      |      |      |      |      | 3     |
| Venezuela |           |      |      |           |      |           |           |           |      |             |             |             |      |      |      |      |        |      |      |      |      |      | 0     |
| Total     | 7         | 2    | 1    | 5         | 2    | 3         | 5         | 4         | 3    | 4           | 3           | 4           | 4    | 4    | 4    | 5    | 5      | 4    | 5    | 6    | 5    | 4    | 89    |

Légende
- 1er : Vainqueur de la compétition
- 2e : Finaliste de la compétition
- 3e : Demi-finaliste (troisième) de la compétition
- 4e : Demi-finaliste (quatrième) de la compétition
- 1/4 : Élimination en quarts de finale de la compétition
- 1/8 : Élimination en huitièmes de finale de la compétition
- Gr.T2 : Élimination en phase de groupes du second tour de la compétition
- Gr. : Élimination en phase de groupes du premier tour de la compétition
- Les performances après avoir franchi le premier tour de la compétition sont notées en gras.

#### Qualifications pour la Coupe du monde féminine
Le tableau suivant montre le parcours des représentantes de la CONMEBOL à chaque édition de la Coupe du monde féminine, classés selon leur nombre d'apparitions :
| Équipe    | 1991      | 1995      | 1999 | 2003      | 2007      | 2011      | 2015 | 2019 | 2023 | Total |
| Brésil    | Gr. (1/6) | Gr. (1/6) | 3e   | 1/4       | 2e        | 1/4       | 1/8  | 1/8  | Gr.  | 09    |
| Argentine |           |           |      | Gr. (1/8) | Gr. (1/8) |           |      | Gr.  | Gr.  | 04    |
| Colombie  |           |           |      |           |           | Gr. (1/8) | 1/8  |      | Gr.  | 03    |
| Équateur  |           |           |      |           |           |           | Gr.  |      |      | 01    |
| Chili     |           |           |      |           |           |           |      | Gr.  |      | 01    |
| Total     | 1         | 1         | 1    | 2         | 2         | 2         | 3    | 3    | 3    | 18    |

Légende
- 2e : Finaliste de la compétition
- 3e : Demi-finaliste (troisième) de la compétition
- 4e : Demi-finaliste (quatrième) de la compétition
- 1/4 : Élimination en quarts de finale de la compétition
- 1/8 : Élimination en huitièmes de finale de la compétition
- Gr. : Élimination en phase de groupes du premier tour de la compétition
- Les performances après avoir franchi le premier tour de la compétition sont notées en gras.

#### Qualifications pour la Coupe des confédérations
L'équipe qualifiée pour la Coupe des confédérations (de 1992 à 2017) était la dernière équipe ayant remporté la Copa América qui la précédait. Six nations ont eu l'occasion de représenter la zone CONMEBOL.
Le tableau suivant montre le parcours des représentants de la CONMEBOL à chaque édition de la Coupe des confédérations, classés selon leur nombre d'apparitions :
| Équipe    | 1992 | 1995 | 1997 | 1999 | / 2001 | 2003 | 2005 | 2009 | 2013 | 2017 | Total |
| Brésil    |      |      | 1er  | 2e   | 4e     | Gr.  | 1er  | 1er  | 1er  |      | 07    |
| Argentine | 1er  | 2e   |      |      |        |      | 2e   |      |      |      | 03    |
| Uruguay   |      |      | 4e   |      |        |      |      |      | 4e   |      | 02    |
| Bolivie   |      |      |      | Gr.  |        |      |      |      |      |      | 01    |
| Colombie  |      |      |      |      |        | 4e   |      |      |      |      | 01    |
| Chili     |      |      |      |      |        |      |      |      |      | 2e   | 01    |
| Total     | 1    | 1    | 2    | 2    | 1      | 2    | 2    | 1    | 2    | 1    | 15    |

Légende
- 1er: Remporte la compétition
- 2e : Termine deuxième de la compétition
- 4e : Termine quatrième de la compétition
- Gr. : Participe à la phase de groupe de la compétition

#### Classement des nations de la FIFA
En décembre 2022, deux équipes de la zone CONMEBOL sont présentes dans le top 10 du Classement mondial de la FIFA, le Brésil à la 1re place et l'Argentine, championne du monde en titre, à la 2e. 
| CONMEBOL | FIFA | + / - | Nation    | Points  |
| 1        | 1    | =     | Brésil    | 1840,77 |
| 2        | 2    | +1    | Argentine | 1838,38 |
| 3        | 16   | -2    | Uruguay   | 1627,45 |
| 4        | 17   | =     | Colombie  | 1612,78 |
| 5        | 21   | +2    | Pérou     | 1564,30 |
| 6        | 31   | -2    | Chili     | 1506,91 |
| 7        | 41   | +3    | Équateur  | 1477,32 |
| 8        | 46   | +1    | Paraguay  | 1445,06 |
| 9        | 55   | +2    | Venezuela | 1406,10 |
| 10       | 82   | =     | Bolivie   | 1294,96 |

| CONMEBOL | FIFA | + / - | Nation    | Points  |
| 1        | 9    | =     | Brésil    | 1983,32 |
| 2        | 27   | =     | Colombie  | 1703,37 |
| 3        | 29   | =     | Argentine | 1659,40 |
| 4        | 38   | =     | Chili     | 1581,42 |
| 5        | 50   | +1    | Paraguay  | 1514,10 |
| 6        | 52   | =     | Venezuela | 1486,32 |
| 7        | 66   | +2    | Équateur  | 1377,86 |
| 8        | 67   | -1    | Uruguay   | 1374,14 |
| 9        | 74   | =     | Pérou     | 1326,33 |
| 10       | 98   | =     | Bolivie   | 1213,10 |

Le classement d'une équipe devient officiel lorsque :
- Elle a joué au moins 5 matches contre des équipes ayant un classement officiel.
- Elle a disputé au moins un match pendant les quatre dernières années.

Seules les équipes qui ont joué 5 matches avant la Coupe du monde de football féminin 1999 contre des équipes qui ont elles-mêmes joué 5 matches avant celle-ci ont été incluses dans le classement mondial inaugural.

### Clubs

#### Compétitions continentales
Les compétitions continentales des clubs sont dominées par les Brésiliens et les Argentins qui ont remporté plus des deux tiers des titres de la CONMEBOL :
| Année | Copa Libertadores         | Coupe CONMEBOL (1992-1999) Copa Mercosur-Merconorte (1998-2001) Copa Sudamericana (2002-Aujourd'hui) | Recopa Sudamericana     | Copa Libertadores féminine |
| 1960  | CA Peñarol                | |                         |                            |
| 1961  | CA Peñarol                | |                         |                            |
| 1962  | Santos FC                 | |                         |                            |
| 1963  | Santos FC                 | |                         |                            |
| 1964  | CA Independiente          | |                         |                            |
| 1965  | CA Independiente          | |                         |                            |
| 1966  | CA Peñarol                | |                         |                            |
| 1967  | Racing Club de Avellaneda | |                         |                            |
| 1968  | Estudiantes de La Plata   | |                         |                            |
| 1969  | Estudiantes de La Plata   | |                         |                            |
| 1970  | Estudiantes de La Plata   | |                         |                            |
| 1971  | Nacional                  | |                         |                            |
| 1972  | CA Independiente          | |                         |                            |
| 1973  | CA Independiente          | |                         |                            |
| 1974  | CA Independiente          | |                         |                            |
| 1975  | CA Independiente          | |                         |                            |
| 1976  | Cruzeiro EC               | |                         |                            |
| 1977  | Boca Juniors              | |                         |                            |
| 1978  | Boca Juniors              | |                         |                            |
| 1979  | Club Olimpia              | |                         |                            |
| 1980  | Nacional                  | |                         |                            |
| 1981  | CR Flamengo               | |                         |                            |
| 1982  | CA Peñarol                | |                         |                            |
| 1983  | Grêmio Porto Alegre       | |                         |                            |
| 1984  | CA Independiente          | |                         |                            |
| 1985  | Argentinos Juniors        | |                         |                            |
| 1986  | River Plate               | |                         |                            |
| 1987  | CA Peñarol                | |                         |                            |
| 1988  | Nacional                  | |                         |                            |
| 1989  | Atlético Nacional         | | Nacional                |                            |
| 1990  | Club Olimpia              | | Boca Juniors            |                            |
| 1991  | Colo Colo                 | | Club Olimpia            |                            |
| 1992  | São Paulo FC              | Atlético Mineiro                                                                                     | Colo Colo               |                            |
| 1993  | São Paulo FC              | Botafogo FR                                                                                          | São Paulo FC            |                            |
| 1994  | CA Vélez Sársfield        | São Paulo FC                                                                                         | São Paulo FC            |                            |
| 1995  | Grêmio Porto Alegre       | CA Rosario Central                                                                                   | CA Independiente        |                            |
| 1996  | River Plate               | CA Lanús                                                                                             | Grêmio Porto Alegre     |                            |
| 1997  | Cruzeiro EC               | Atlético Mineiro                                                                                     | CA Vélez Sársfield      |                            |
| 1998  | Regatas Vasco da Gama     | Santos FC SE Palmeiras Atlético Nacional                                                             | Cruzeiro EC             |                            |
| 1999  | SE Palmeiras              | Club Atlético Talleres CR Flamengo América Cali                                                      |                         |                            |
| 2000  | Boca Juniors              | Regatas Vasco da Gama Atlético Nacional                                                              |                         |                            |
| 2001  | Boca Juniors              | San Lorenzo CD Los Millonarios                                                                       |                         |                            |
| 2002  | Club Olimpia              | San Lorenzo                                                                                          |                         |                            |
| 2003  | Boca Juniors              | Cienciano del Cusco                                                                                  | Club Olimpia            |                            |
| 2004  | Once Caldas               | Boca Juniors                                                                                         | Cienciano del Cusco     |                            |
| 2005  | São Paulo FC              | Boca Juniors                                                                                         | Boca Juniors            |                            |
| 2006  | SC Internacional          | CF Pachuca                                                                                           | Boca Juniors            |                            |
| 2007  | Boca Juniors              | Arsenal Fútbol Club                                                                                  | SC Internacional        |                            |
| 2008  | LDU Quito                 | SC Internacional                                                                                     | Boca Juniors            |                            |
| 2009  | Estudiantes de La Plata   | LDU Quito                                                                                            | LDU Quito               | Santos FC                  |
| 2010  | SC Internacional          | CA Independiente                                                                                     | LDU Quito               | Santos FC                  |
| 2011  | Santos FC                 | Universidad de Chile                                                                                 | SC Internacional        | São José EC                |
| 2012  | SC Corinthians            | São Paulo                                                                                            | Santos FC               | Colo-Colo                  |
| 2013  | Atlético Mineiro          | Lanús                                                                                                | SC Corinthians          | São José EC                |
| 2014  | San Lorenzo               | River Plate                                                                                          | Atlético Mineiro        | São José EC                |
| 2015  | River Plate               | Santa Fe                                                                                             | River Plate             | Ferroviária                |
| 2016  | Atlético Nacional         | Chapecoense                                                                                          | River Plate             | Sportivo Limpeño           |
| 2017  | Grêmio Porto Alegre       | CA Independiente                                                                                     | Atlético Nacional       | Corinthians/Audax          |
| 2018  | River Plate               | Athletico Paranaense                                                                                 | Grêmio Porto Alegre     | CD Atlético Huila          |
| 2019  | CR Flamengo               | Independiente del Valle                                                                              | River Plate             | Corinthians                |
| 2020  | SE Palmeiras              | Defensa y Justicia                                                                                   | CR Flamengo             | Ferroviária                |
| 2021  | SE Palmeiras              | Athletico Paranaense                                                                                 | Defensa y Justicia      | Corinthians                |
| 2022  | CR Flamengo               | Independiente del Valle                                                                              | SE Palmeiras            | SE Palmeiras               |
| 2023  | Fluminense                | LDU Quito                                                                                            | Independiente del Valle | Corinthians                |

#### Compétitions intercontinentales
Entre 1960 et 2004 le club vainqueur de la Copa Libertadores affrontait le vainqueur de la Ligue des champions lors de la Coupe intercontinentale. Les représentants de la CONMEBOL firent durant toutes ces années jeu égal avec les plus grands clubs européens. Le CA Boca Juniors dernier vainqueur sud-américain en 2003 permit à la CONMEBOL de compter une victoire de plus (23/45) que l'UEFA.
Une autre compétition du même genre était également organisée entre le champion de la CONCACAF et le club vainqueur de la Copa Libertadores. Celle-ci, la Copa Interamericana, a été dominée par les clubs du sud durant toute son existence (15/19).
Depuis la création de la Coupe du monde des clubs de la FIFA, les clubs de la CONMEBOL ont remporté les trois premières éditions et se hissent en général en finale, à l'exception des éditions 2010, 2013, 2016, 2018, 2020 et 2022 (éliminés par des représentants africains en demi-finales, le TP Mazembe et le Raja Club Athletic, en 2010 et 2013 respectivement; puis par des représentants asiatiques, Kashima Antlers, Al-Aïn et Al-Hilal FC, en 2016, 2018 et 2022 respectivement; enfin par un représentant de la CONCACAF, Tigres UANL, en 2020).
Le tableau suivant montre le parcours des représentants de la CONMEBOL à chaque édition de la Coupe du monde des clubs, classés selon leur position sur le podium :
| Équipe            | 2000 | 2005 | 2006 | 2007 | 2008 | 2009 | 2010 | 2011 | 2012 | 2013 | 2014 | 2015 | 2016 | 2017 | 2018 | 2019 | 2020 | 2021 | 2022 | Total |
| SC Corinthians    | 1er  |      |      |      |      |      |      |      | 1er  |      |      |      |      |      |      |      |      |      |      | 2     |
| SC Internacional  |      |      | 1er  |      |      |      | 3e   |      |      |      |      |      |      |      |      |      |      |      |      | 2     |
| São Paulo FC      |      | 1er  |      |      |      |      |      |      |      |      |      |      |      |      |      |      |      |      |      | 1     |
| River Plate       |      |      |      |      |      |      |      |      |      |      |      | 2e   |      |      | 3e   |      |      |      |      | 2     |
| Vasco da Gama     | 2e   |      |      |      |      |      |      |      |      |      |      |      |      |      |      |      |      |      |      | 1     |
| Boca Juniors      |      |      |      | 2e   |      |      |      |      |      |      |      |      |      |      |      |      |      |      |      | 1     |
| LDU Quito         |      |      |      |      | 2e   |      |      |      |      |      |      |      |      |      |      |      |      |      |      | 1     |
| Estudiantes LP    |      |      |      |      |      | 2e   |      |      |      |      |      |      |      |      |      |      |      |      |      | 1     |
| Santos FC         |      |      |      |      |      |      |      | 2e   |      |      |      |      |      |      |      |      |      |      |      | 1     |
| San Lorenzo       |      |      |      |      |      |      |      |      |      |      | 2e   |      |      |      |      |      |      |      |      | 1     |
| Grêmio            |      |      |      |      |      |      |      |      |      |      |      |      |      | 2e   |      |      |      |      |      | 1     |
| Atlético Mineiro  |      |      |      |      |      |      |      |      |      | 3e   |      |      |      |      |      |      |      |      |      | 1     |
| Atlético Nacional |      |      |      |      |      |      |      |      |      |      |      |      | 3e   |      |      |      |      |      |      | 1     |
| CR Flamengo       |      |      |      |      |      |      |      |      |      |      |      |      |      |      |      | 2e   |      |      | 3e   | 2     |
| SE Palmeiras      |      |      |      |      |      |      |      |      |      |      |      |      |      |      |      |      | 4e   | 2e   |      | 2     |

Légende
- 1er : Remporte la compétition
- 2e : Termine deuxième de la compétition
- 3e : Termine troisième de la compétition
- 4e : Termine quatrième de la compétition